# Mutemuia
Mutemuia (Mwt m wj3, "Mut a la barca divina") va ser una esposa menor del faraó Tuthmosis IV de la Dinastia XVIII. Era la mare del faraó Amenofis III.

## Biografia
Mutemuia no està atestada durant el regnat del seu marit Tuthmosis IV. Hauria estat eclipsada a la cort per les reines principalsː Nefertari i, més tard, Iaret. Mutemuia només apareix als monuments del seu fill, Amenofis III.
|                |     |     |    |
| \| \| \| \| \| |     |     |    |
|                |     |     |    |
| X1             | G14 | G17 | P3 |

| X1 | G14 | G17 | P3 |

|                |     |     |    |
| \| \| \| \| \| |     |     |    |
|                |     |     |    |
| X1             | G14 | G17 | P3 |

| X1 | G14 | G17 | P3 |

|                |     |     |    |
| \| \| \| \| \| |     |     |    |
|                |     |     |    |
| X1             | G14 | G17 | P3 |

| X1 | G14 | G17 | P3 |

|                |     |     |    |
| \| \| \| \| \| |     |     |    |
|                |     |     |    |
| X1             | G14 | G17 | P3 |

| X1 | G14 | G17 | P3 |

Si bé ocasionalment alguns investigadors la van identificar com a filla del rei Artatama I de Mitanni, no hi ha cap prova que ho demostri i no se sap res sobre els seus antecedents. Cyril Aldred ha suggerit que Mutemuia era germana de Yuya. Argumenta que tenint en compte que Mutemuia va estar present durant els primers anys del regnat del seu fill, podria haver dissenyat el matrimoni entre Tiy i el jove rei per enllaçar la seva família amb la reialesa. No obstant això, aquesta teoria està mal avalada per textos o troballes arqueològiques.
Mutemuia apareix representada al temple de Luxor, en escenes on hi apareix el naixement diví del seu fill Amenofis III. Les escenes s’assemblen (i en alguns casos copien) les del naixement diví de Hatxepsut a Deir el-Bahari. Hatxepsut havia utilitzat la història del naixement per reforçar les seves pretensions al tron. Amenofis era fill d'un faraó governant i sembla que l'escena del naixement s'utilitza per subratllar la seva naturalesa semi-divina. En una escena clau, Mutemuia s'hi mostra asseguda en un llit rebent el déu Amon que havia pres la forma del seu marit Tuthmosis IV. Són en presència de les deesses Serket i Neith. Les escenes mostren que Amenofis III és el resultat de la unió de la seva mare amb el mateix déu Amon. Una reina Mutemuia embarassada, tal com es mostra més endavant, és conduïda a la sala del part per Isis i Khnum.
Es va trobar a Karnak una estàtua parcial de granit que representa Mutemuiai avui forma part de la col·lecció del Museu Britànic. L'estàtua adopta la forma de pictograma que mostra la deessa Mut asseguda en una barqueta, formant així el seu nom. Mutemuias'anomena a la inscripció que hi ha al costat de la barca.

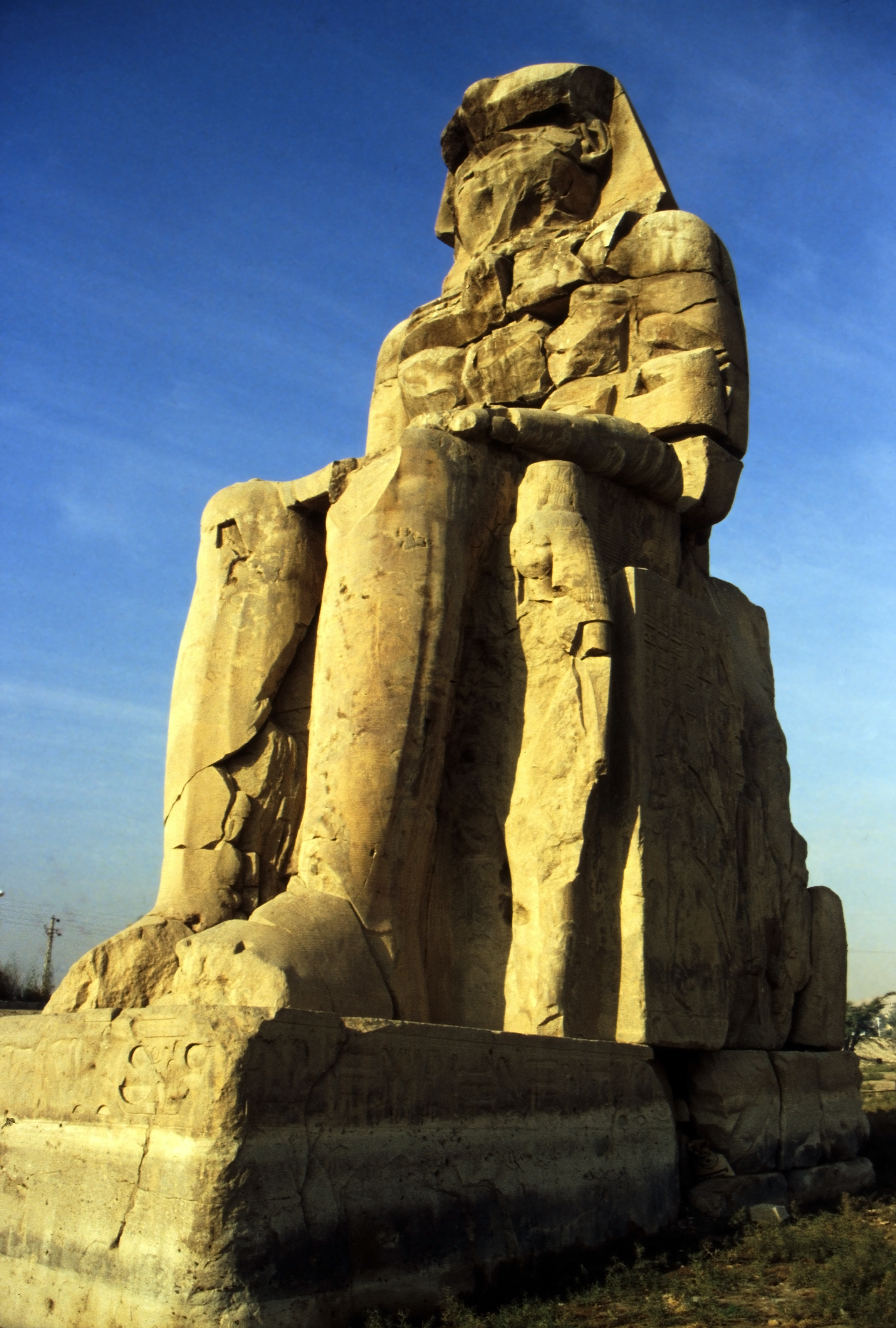
Estàtua nord dels Colossos de Mèmnon. S'hi veu representada Mutemuia al costat de la cama esquerra.

Juntament amb la seva jove, Tiy, també apareix als Colossos de Mèmnon erigits per Amenofis III.

## Mort
Es desconeix la data de la mort de Mutemuia, però es creu que va sobreviure durant força temps, fins al regnat del seu fill. L'evidència d'això és la seva presència entre les escultures dels Colossos de Mèmnon, que es van construir fins ben entrat el regnat d'Amenofis III, així com una menció de la seva propietat en una etiqueta de gerro de vi trobada al palau de Malkatta d'Amenofis III a Tebes.

## Títols
Mutemuia tenia molts títolsː
- Dona de Déu (Hm.t-nTr)
- Dama de les dues terres (nb.t-tAwy)
- Gran Esposa Reial, la seva estimada (Hm.t-nsw-wr.t mry.t = f)
- Noble, comtessa (rt-pa.t)
- Gran de Lloances (wr.t-Hsw.t)
- Dolça de l'Amor (bnr.t-mrw.t)
- Mestressa de l'Alt i el Baix Egipte (Hnw.t-rsy -mHw)
- Mare de Déu (mwt-nTr)

Els títols de Mare del Rei i Mare de Déu equivalen a la mateixa cosa, ja que el déu en qüestió era el rei que regnava, Amenofis III. Tots aquests títols, inclòs el de Gran Esposa Reial, no es van utilitzar fins després de la mort del seu marit, durant el regnat del seu fill. En el moment de l'entrada de Amenofis III al tron, va guanyar protagonisme com a mare del nou faraó.